# 住道町
住道町（すみのどうちょう）は、大阪府北河内郡にあった町。現在の大東市の中部にあたる。

## 地理
- 河川：寝屋川、恩智川

## 歴史
- 1886年（明治19年） - 讃良郡尼ヶ崎新々田を尼ヶ崎新田に編入。
- 1889年（明治22年）4月1日 - 町村制の施行により、讃良郡三箇村・尼ヶ崎新田・横山新田・中村新田・御供田村・灰塚村が合併して住道村が発足。大字横山新田に村役場を設置。
  - 村名は寝屋川舟運の拠点のひとつで大和方面の船荷の積替場として繁栄した横山新田の角堂浜（住道浜）に由来する。
- 1896年（明治29年）4月1日 - 郡の統廃合により、所属郡が北河内郡に変更。
- 1910年（明治43年） - 大字尼ヶ崎新田・横山新田・中村新田を尼ヶ崎・横山・中村に改称。
- 1913年（大正2年） - 大字三箇に村役場を移転。
- 1937年（昭和12年）1月1日 - 町制を施行して住道町となる。
- 1956年（昭和31年）4月1日 - 北河内郡南郷村・四条町と合併して大東市が発足。同日住道町廃止。

## 交通

### 鉄道路線
- 日本国有鉄道
  - 片町線
    - 住道駅

## 事業所
- 鐘紡住道工場

## 名所・旧跡・観光スポット・祭事・催事
- 三箇菅原神社